# Église Saint-Jean de Saint-Jean-Pla-de-Corts
Pour les articles homonymes, voir église Saint-Jean.
L'église Saint-Jean de Saint-Jean-Pla-de-Corts est une église en partie romane située à Saint-Jean-Pla-de-Corts, dans le département français des Pyrénées-Orientales.

## Toponymie
Le nom de l'église est le même que celui de la commune.
Formes du nom
Le nom apparaît au Xe siècle sous la forme S. Johannes de Plano de Corts. On rencontre ensuite aux XIe et XIIe siècles les formes S. Johannis de Palatio et S. Johannis de Plano de Curtis, au XIVe siècle Sent Johan de Plan de Corts et Sent Johan de Corts, aux XVIIe et XVIIIe siècles Sant Juan de Pla de Cors et Sant Joan de Pagès.
En 1793, on rencontre le nom écrit sous la forme de Saint Jean Pla de Corps. En 1801, on trouve la graphie actuelle.
De nos jours, en catalan, les formes possibles du nom de la commune et de l'église sont Sant Joan Pla de Corts ou  Sant Joan de Pladecorts.
Étymologie
Le nom fait référence aux Corts, un lieu-dit situé sur une colline entre les rivières d'Aigues-Peire et de Vivès et le Tech. Ce nom désigne en catalan des enclos ou des bergeries, preuve qu'on y pratiquait l'élevage. Au sud de cette colline se trouve une terrasse qui surplombe la vallée du Tech, que l'on appelle le Pla de Corts. Avec la construction au Xe siècle d'un petit château et d'une chapelle dédiée à saint Jean-Baptiste, le village naissant prend logiquement le nom de Sant Joan de Pla de Corts. Après que la seigneurie soit revenue à la famille Pagès de Copons au XVIe siècle, le nom est un temps devenu Sant Joan de Pagès, avant de retrouver sa forme d'origine à la Révolution française, après que la famille Pagès ait émigré. Entre-temps, le nom avait également été francisé, le territoire étant devenu français depuis le Traité des Pyrénées de 1659.

## Historique

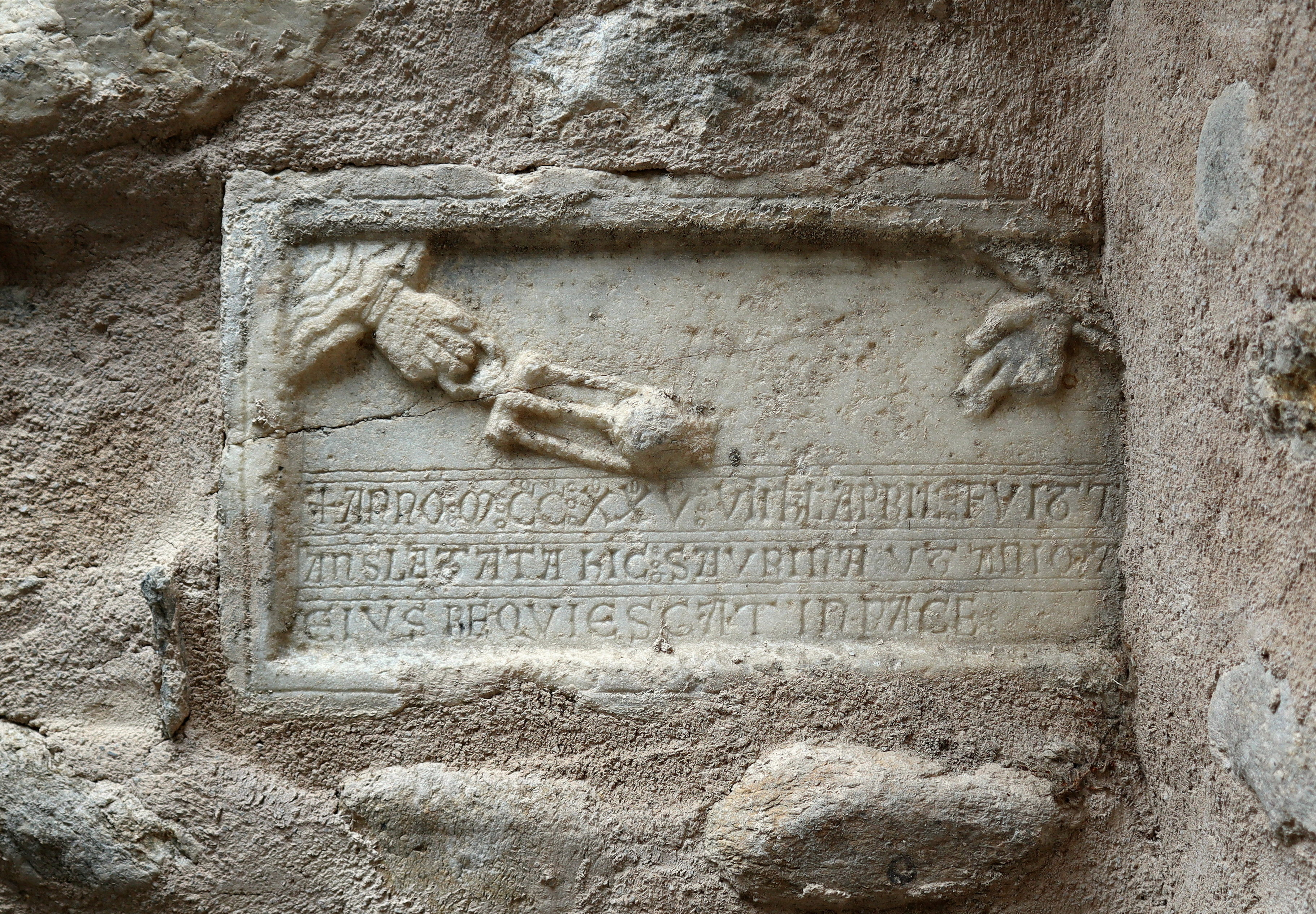
Dalle funéraire en marbre (1225)